# Julius von Braun
Julius Jacob von Braun (Warschau, 26 juli 1875 – Heidelberg, 8 januari 1939) was een Duits scheikundige.

## Biografie
Julius Braun studeerde chemie aan de universiteit van Göttingen en promoveerde er in 1898 bij Otto Wallach. In 1909 werd hij afdelingsdirecteur aan de Universiteit van Wrocław en in 1911 werd hij in de Pruisische adelstand verheven omwille van zijn wetenschappelijke verdiensten.
In 1921 werd hij hoogleraar scheikunde aan de universiteit van Frankfurt. Omwille van zijn joodse afkomst werd hij door het nationaalsocialistische regime in 1935 uit zijn functie gezet. Een van zijn studenten was Otto Bayer, die in 1924 promoveerde en later uitvinder was van de polyurethanen.
Von Braun heeft zijn naam gegeven aan een aantal door hem ontdekte chemische reacties zoals de Von Braun-reactie, de Von Braun-amidedegradatie en de Rosenmund-von Braun-reactie.